# 리자이나 국제공항

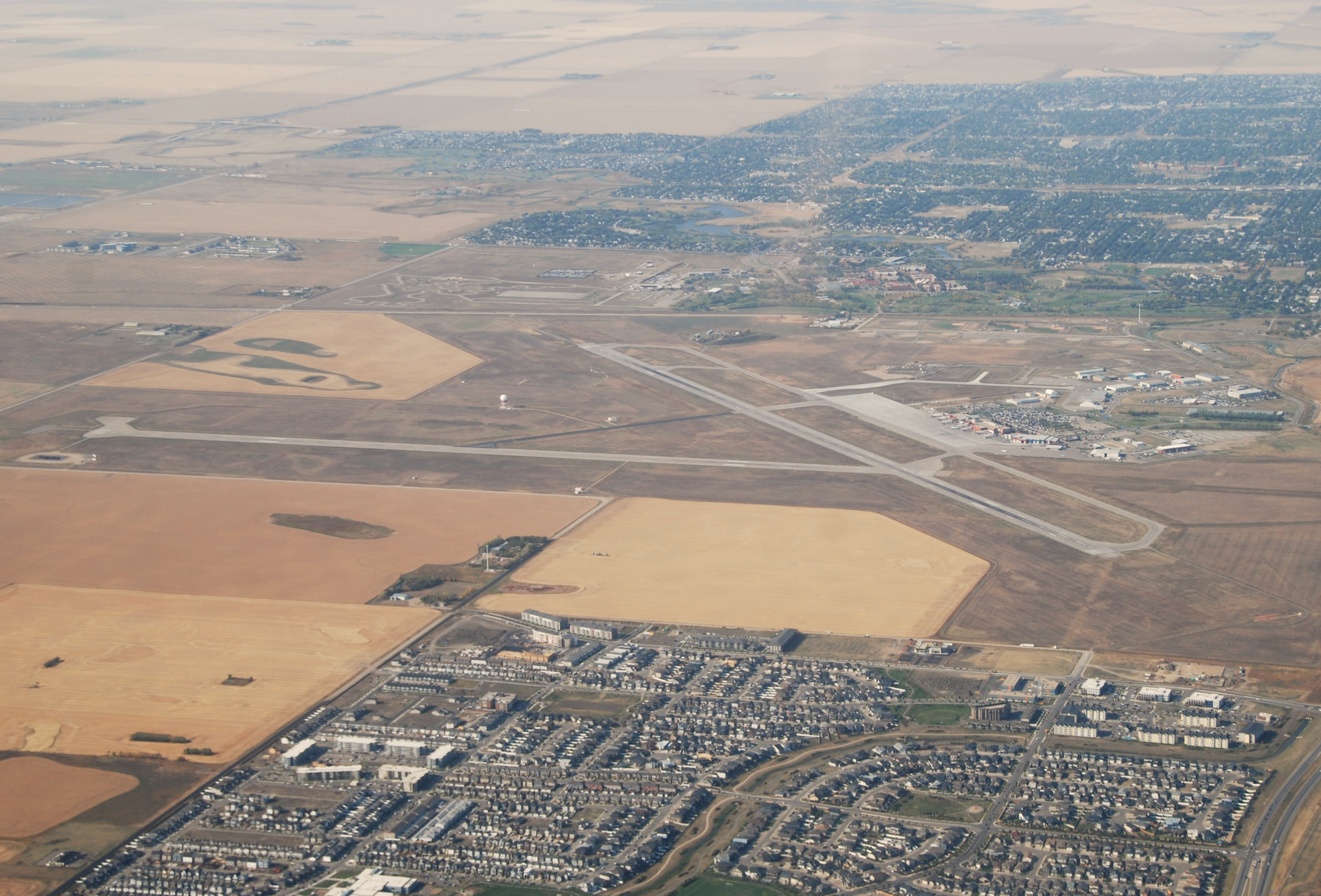
리자이나 국제공항

리자이나 국제공항(Regina International Airport, IATA: YQR, ICAO: CYQR)은 캐나다 리자이나에 위치한 국제 공항이다. 2018년 기준으로 캐나다에서 15번째로 분주한 공항이다. 이 공항은 내브 캐나다에 의해 통관항으로 분류되어 있다.

## 통계

### 연간 트래픽
| 연도 | 승객      | % 변화 |
| ---- | --------- | ------ |
| 2010 | 1,120,134 | 보합   |
| 2011 | 1,141,177 | 1.9%   |
| 2012 | 1,185,715 | 3.9%   |
| 2013 | 1,227,224 | 3.5%   |
| 2014 | 1,262,577 | 2.9%   |
| 2015 | 1,255,957 | -0.5%  |
| 2016 | 1,262,899 | 0.5%   |
| 2017 | 1,219,311 | -3.4%  |
| 2018 | 1,238,239 | 1.55%  |
| 2019 | 1,163,562 | -6.0%  |
| 2020 | 147,772   | -87.3% |